# World of Warcraft: Death Knight
World of Warcraft: Death Knight é uma história em quadrinhos publicada em volume único, escrito por Dan Jolley, ilustrado por Rocio Zucchi e publicado pela Tokyopop.
No Brasil foi publicada pela Newpop Editora.
A série é baseada no universo de Warcraft, da Blizzard Entertainment, e narra a historia de Thassarian, um jovem corajoso e leal que sonha em ser um grande herói assim como seu pai. Em busca de seu sonho, acaba seguindo seu Príncipe em grandes batalhas, o que termina por causar sua própria morte. Depois ele é trazido de volta ao mundo dos mortos como um Cavaleiro da Morte desprovido de emoções e escravizado pela vontade do grande e perverso Lich Rei. Agora o cavaleiro seguirá as ordens de seu mestre e trará a destruição ao mundo.
Mas algo vai mudar, suas emoções voltarão à tona e ele lutará contra a influência de seu líder! E assim Thassarian será conhecido como o primeiro Cavaleiro da Morte à se rebelar e lutar pelos vivos.